# Romane Temessek
Romane Temessek (19 de febrero de 2009) es una deportista francesa que compite en natación sincronizada. Ganó una medalla de bronce en el Campeonato Europeo de Natación Artística de 2025, en la prueba equipo técnico.

## Palmarés internacional
| Campeonato Europeo | Campeonato Europeo | Campeonato Europeo | Campeonato Europeo |
| Año                | Lugar              | Medalla            | Prueba             |
| ------------------ | ------------------ | ------------------ | ------------------ |
| 2025               | Funchal (Portugal) | Medalla de bronce  | Equipo técnico     |